# Margaret Thatcher
Báró Margaret Hilda Thatcher OM (Grantham, 1925. október 13. – London, 2013. április 8.) brit konzervatív politikus, 1975 és 1990 között a Konzervatív Párt vezetője, 1979 és 1990 között az Egyesült Királyság miniszterelnöke volt.
1944-ben vegyésznek kezdett tanulni az Oxfordi Egyetemen, majd 1959-ben Finchley választókerületben megválasztották országgyűlési képviselőnek. 1970-ben Edward Heath kinevezte oktatásügyi miniszternek. 1975-ben Thatcher legyőzte Heatht a Konzervatív Párt választási választmányon, ezzel ő lett az ellenzék vezére, valamint az első nő, aki vezetett egy nagy politikai pártot az Egyesült Királyságban. 1979-ben megnyerte a választásokat, és miniszterelnök lett.
Miután beköltözött a Downing Street 10.-be, Thatcher bevezetett egy sor politikai és gazdasági kezdeményezést, ezekkel próbálta visszaszorítani az 1973-as és 1979-es olajválság hatására bekövetkezett gazdasági recessziót. Politikai filozófiájában és gazdaságpolitikájában kiemelt szerep jutott a deregulációnak (különösen a pénzügyi szektorban), a rugalmas munkaerőpiacnak, az állami tulajdonú vállalatok privatizációjának, és a szakszervezeti hatalom és befolyás csökkentésének. Hivatalának első évében meglévő népszerűsége később a recesszió és a magas munkanélküliség miatt csökkent, de az 1982-es Falkland-szigeteki háború és a gazdasági fellendülés hatására ismét nőtt, olyannyira, hogy 1983-ban újraválasztották. 1984-ben járt Magyarországon is. 1987-ben másodszor is újraválasztották, ám az általa ekkor bevezetett Community Charge (közismertebb nevén „poll tax”) adózási rendszer széles körben népszerűtlen volt, és az Európai Unióra vonatkozó szkeptikus nézeteit sem mindenki osztotta a kormányban. 1990. november 28-án, miután Michael Heseltine kihívta a pártelnöki székért vívandó versenyre, Thatcher mind miniszterelnöki, mind pedig pártelnöki tisztjéről lemondott. Távozása után főnemesi címet kapott: Kesteven (Lincolnshire megye) bárónője lett, ezáltal bekerült a Lordok Házába.
Egy szovjet újságíró adta neki a „Vaslady” ragadványnevet, a rendíthetetlen politikai vezetésért, amit ő büszkén vett tudomásul. Hevesen ellenezte az Egyesült Királyság EU-tagságát.

## Fiatalkora és tanulmányai

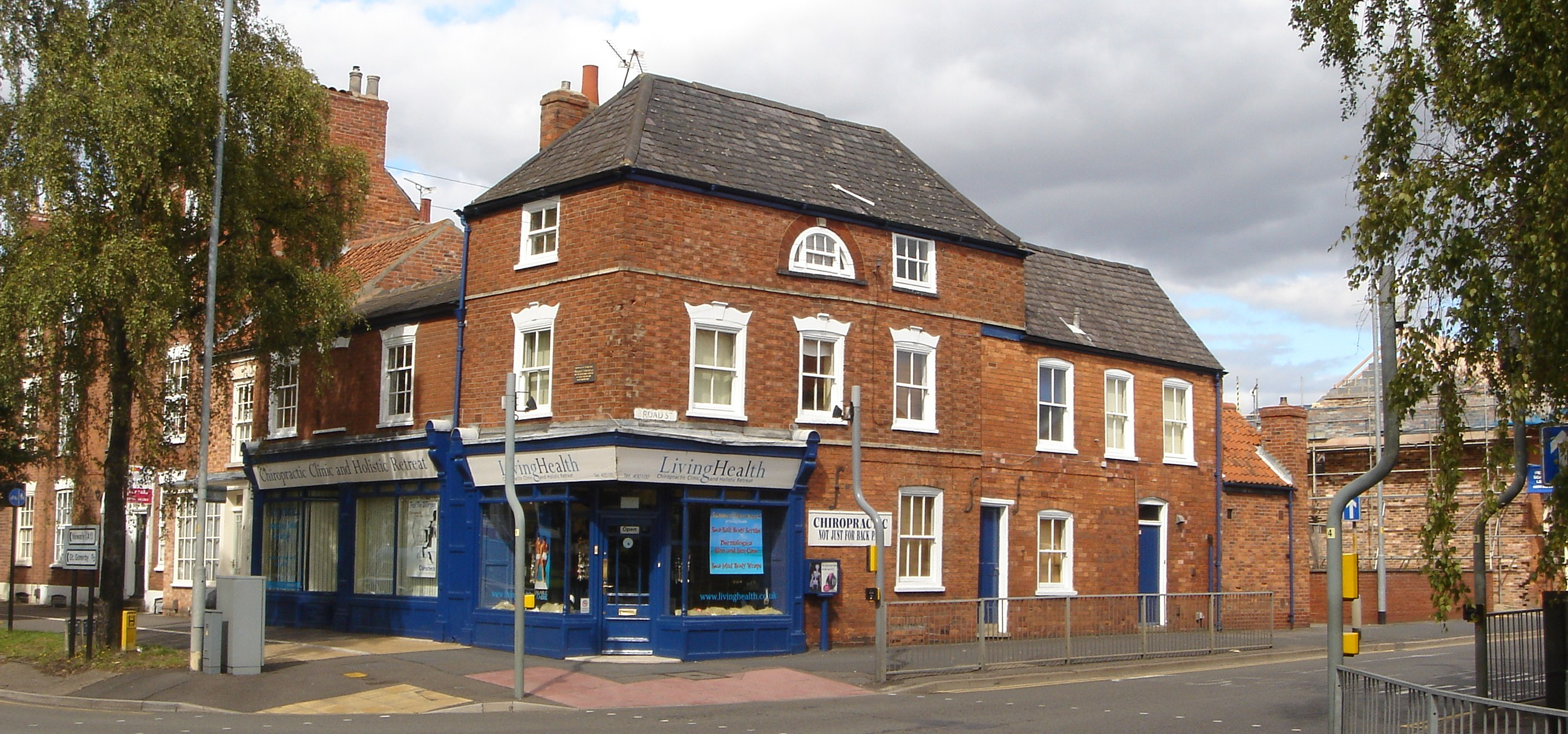
Szülőháza Granthamben

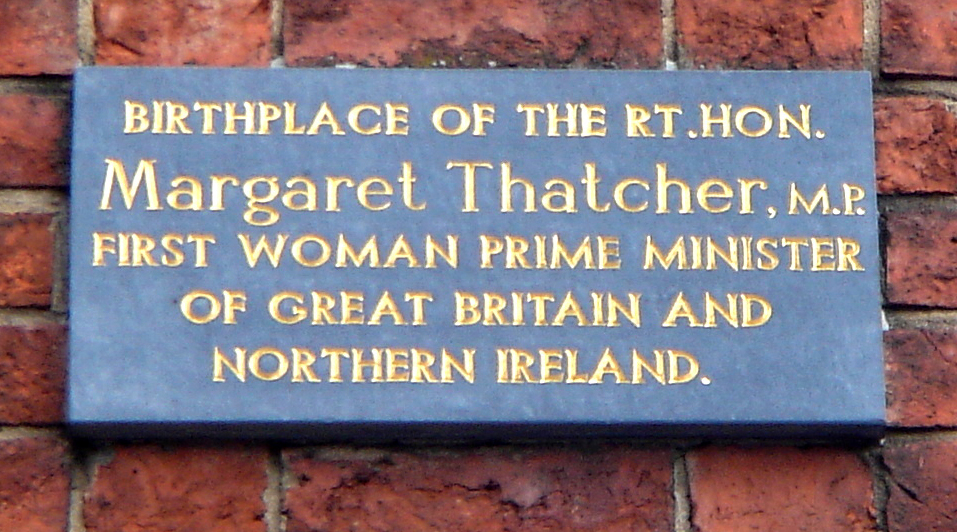
Emléktábla Margaret Thatcher szülőházán

Margaret Hilda Roberts néven született a lincolnshire-i Granthamben, 1925. október 13-án. Apja Alfred Roberts, anyja Beatrice Ethel volt. Gyermekkorát szülővárosában töltötte, ahol édesapja tulajdonában volt két élelmiszerbolt. Ezekben megismerte a hétköznapi gazdasági élet alapjait. Apja metodista prédikátorként is működött, lányait szigorú vallásos szellemben nevelte. Aktívan részt vett a helyi politikában, függetlenként polgármestere volt Granthamnak.
Margaret a Huntingtower Road-i általános iskolába járt, ahol ösztöndíjat nyert a Kesteven Grantham leányiskolába. Ott is szorgalmasan tanult, és folyamatosan fejlesztette magát. Tanórán kívüli tevékenységei közé tartozott – többek között – a zongora, a gyeplabda, a költészet, az úszás és a gyaloglás is. 1942–43-ban lányvezető volt. Kérvényezett egy kémiai ösztöndíjat az Oxfordi Egyetemen. Jelentkezését eredetileg visszautasították, azonban miután egy másik jelentkező visszalépett, mégis elfogadták, és 1947-ben kémia BSc diplomát szerzett. Az utolsó évben Dorothy Hodgkin vezetésével röntgenkrisztallográfiára szakosodott. 1946-ban az Oxfordi Egyetem Konzervatív Szövetsége elnöke lett. Egyetemi évei alatt olyan politikai művek hatottak rá, mint az Út a szolgasághoz Friedrich August von Hayektől.
Diploma után az essexi Colchesterbe költözött, kutató vegyészként dolgozott a BX Plastics cégnél. Csatlakozott a helyi konzervatív egyesülethez, a University Graduate Conservative Associationhöz, és részt vett egy konferencián Llandudnóban, 1948-ban mint az egyesület egyik képviselője. Habár nem volt a Konzervatív Párt tagja, mégis listára választották. 1951 januárjában lép be a pártba. Februárban egy konzervatív vacsorán találkozott Denis Thatcherrel, a sikeres, gazdag, elvált üzletemberrel, akihez később férjhez ment. Hogy felkészüljön a választásokra, Dartfordba költözött. Kutató vegyészként dolgozott a J. Lyons and Co. társaságnál Hammersmithben.

## Politikai karrierje
Az 1950–51-es választásokon indult konzervatív jelöltként Dartfordban, ezzel felkeltette a média figyelmét mint a legfiatalabb és egyetlen női jelölt. Elvesztette a választásokat Norman Doddsszal szemben. A kampányban támogatták a szülei és Denis Thatcher is, aki 1951 decemberében feleségül vette Margaretet. Finanszírozta felesége tanulmányait az ügyvédi kamarai tagsághoz. 1953-ban megkapta az ügyvédi minősítést, és adójogra szakosodott. (Nagy-Britanniában olyan személyek is lehetnek ügyvédek, akik nem végeztek jogi tanulmányokat az egyetemen.) Ugyanebben az évben ikreket szült, Carol és Mark Thatchert.

### Parlamenti képviselő (1959–1970)

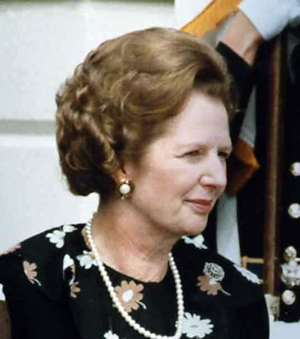
Margaret Thatcher (1983)

Thatcher a gyermekei miatt nem indult az 1955-ös választásokon. Ugyanebben az évben szűk vereséget szenvedett el Donald Sumnertől, a Konzervatív Párt jelölésért. Majd 1958 áprilisában elnyerte a Konzervatív Párt jelöltségét, Ian Montagu Fraserrel szemben. Ezután kemény kampányba kezdett az 1959-es választásokra, Finchley választó kerületben, amit meg is nyert, és bekerült a Parlament Alsóházába. Első beszédében indítványozta, hogy az ülések legyenek nyilvánosak, amit el is fogadtak. 1961-ben szembe ment a Konzervatív Párt azon hivatalos álláspontjával, hogy a testi fenyítést állítsák vissza. Thatchert tisztelték a finchley-i zsidók, alapító tagja volt a Finchley Anglo-Izraeli Barátság Ligájának, valamint tagja volt az Izrael Konzervatív Barátai egyesületnek. Ugyanakkor elítélte Izrael 1981-es Opera hadműveletét, Osirak bombázását.
1961 októberében nyugdíjügyi államtitkár lett Harold Macmillan kormányában. A konzervatívok elvesztették az 1964-es választásokat, ezután Thatcher lakás- és földügyi szóvivő lett, javasolta pártjának, hogy tegyék lehetővé a lakásbérlők számára a szociális lakások megvásárlását.
1966-ban a Konzervatív Párt konferenciáján bírálta a Munkáspárt magas adópolitikáját, szerinte ez lépés „nemcsak a szocializmus, de a kommunizmus felé is”. Azzal érvelt, hogy az alacsonyabb adó keményebb munkára ösztönöz. Thatcher egyike volt azon kevés konzervatív képviselőknek, akik támogatták Leo Abse dekriminalizációs törvényjavaslatát a homoszexualitásról. Megszavazta David Steel törvényjavaslatát, hogy legalizálják az abortuszt, valamint egy nyúlvadászati tilalmat. Támogatta a halálbüntetés megtartását, azonban nem szavazta meg a válási törvényeket.
Az 1970-es választások után a konzervatívok alakíthattak kormányt, amelyben Thatcher az oktatási miniszteri posztot töltötte be Edward Heath kormányában.

### Az ellenzék vezetője (1975–1979)
1974-ben a konzervatívok elvesztették a választásokat. 1975-ben indult a Konzervatív Párt elnöki posztjáért, ő volt Heath egyetlen komoly kihívója. A választást kisebb meglepetésre február 11-én meg is nyerte.
A hetvenes évek második felétől egyre inkább megerősödött az a meggyőződése, hogy Nagy-Britanniának radikálisan meg kellene változtatnia politikáját, hogy olyan szabad magánvállalkozások jöjjenek létre, melyeknek működésébe nem szólhat bele sem az állam, sem pedig a szakszervezetek. Az 1978–79-es sztrájkhullámok alatt politikájának népszerűsége annyira megnőtt, hogy 1979-ben megnyerte a parlamenti választásokat is. A kampányban Thatcher üzenete az volt, hogy a Munkáspárt az állami beavatkozások pártja és hogy a szakszervezetek túszává vált.
Így 1979-ben ismét a konzervatívok alakíthattak kormányt, és május 4-én Thatcher lett az első női brit miniszterelnök.

### Miniszterelnökként (1979–1990)
Miniszterelnökként erőteljesen küzdött konzervatív programjának megvalósításáért. Fontos céljai voltak a privatizáció, az infláció letörése, a gazdaság állami ellenőrzésének visszafogása és a szakszervezetek hatalmának megnyirbálása. 1980-ban bevezette, hogy az állami lakásokat, házakat lakóik jó áron megvásárolhatták. Kormányzásának első időszakára az IRA tagjainak 1981-es éhségsztrájkja vetett árnyékot egy északír börtönben, melybe végül tíz férfi belehalt. Nagy külpolitikai sikere volt 1982-ben a Falkland-szigeteki háború, amelyben Nagy-Britannia néhány hónap alatt legyőzte Argentínát, amely megtámadta a brit uralom alatt álló, az Atlanti-óceán déli részén fekvő szigetcsoportot. Az akkori amerikai elnök, Ronald Reagan, Thatcher segítségére volt ebben a konfliktusban. A két politikus sok éven keresztül bensőséges baráti viszonyt ápolt, amelyet csak Grenada 1983-as amerikai inváziója ingatott meg ideiglenesen.
Miután 1983-ban újraválasztották, Thatcher hatalmának csúcsára került. Egy első nagy kihívás lett számára az 1984–85-ös bányászsztrájk, amely 12 hónapig tartott, és végül a szakszervezetek teljes vereségével végződött. 1984-ben indította azonkívül meg a brit állami cégek privatizációját, a British Telecommal kezdve. Előtte évtizedekig a brit gazdaság legnagyobb cégei állami tulajdonban vagy ellenőrzés alatt voltak. Ebben az időben történt a londoni tőzsde reformja is, amely előfeltétele lett annak, hogy London a világ egyik legfontosabb pénzügyi központjává lépett elő. Külpolitikailag Thatcher jó kapcsolatokat ápolt Gorbacsovval, aki 1985-ben került a Szovjetunió élére, ugyanakkor nem engedte, hogy a szovjetek éket verjenek Nagy-Britannia és az Amerikai Egyesült Államok közé.
1984-ben ír terroristák merényletet kíséreltek meg ellene Brightonban, de neki sikerült megmenekülnie.
1984 februárjában először látogatott miniszterelnökként a keleti blokk egyik országába, másfél napot töltve Budapesten, ahol több szocialista vezetővel találkozott (1990-ben újra látogatást tett Budapesten, ahol találkozott Antall Józseffel).
1987-ben immáron másodjára újraválasztották.

## Visszavonulását követő időszak
Politikai karrierje 1990 novemberében lezárult.

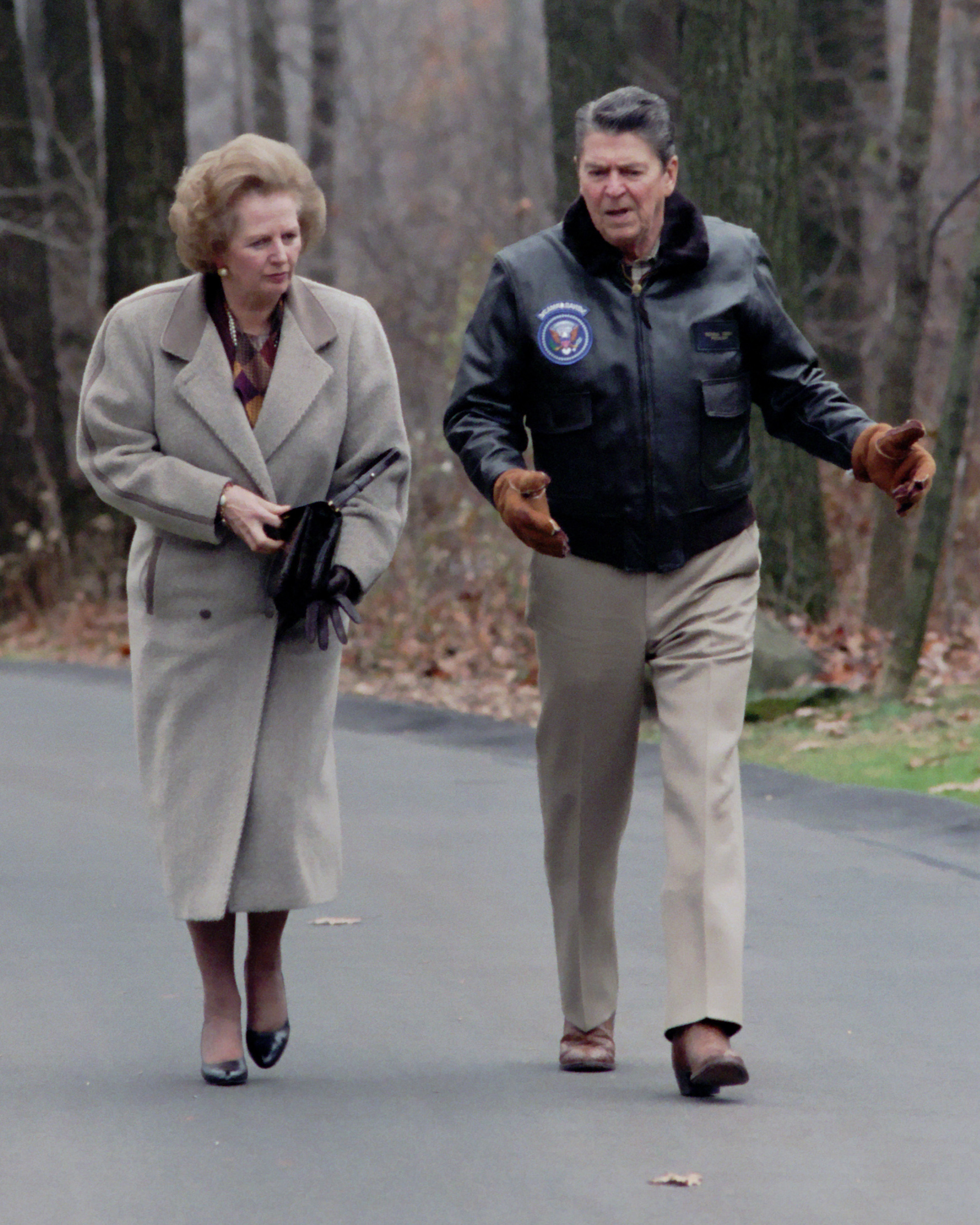
Reagan és Thatcher Camp Davidben, 1986

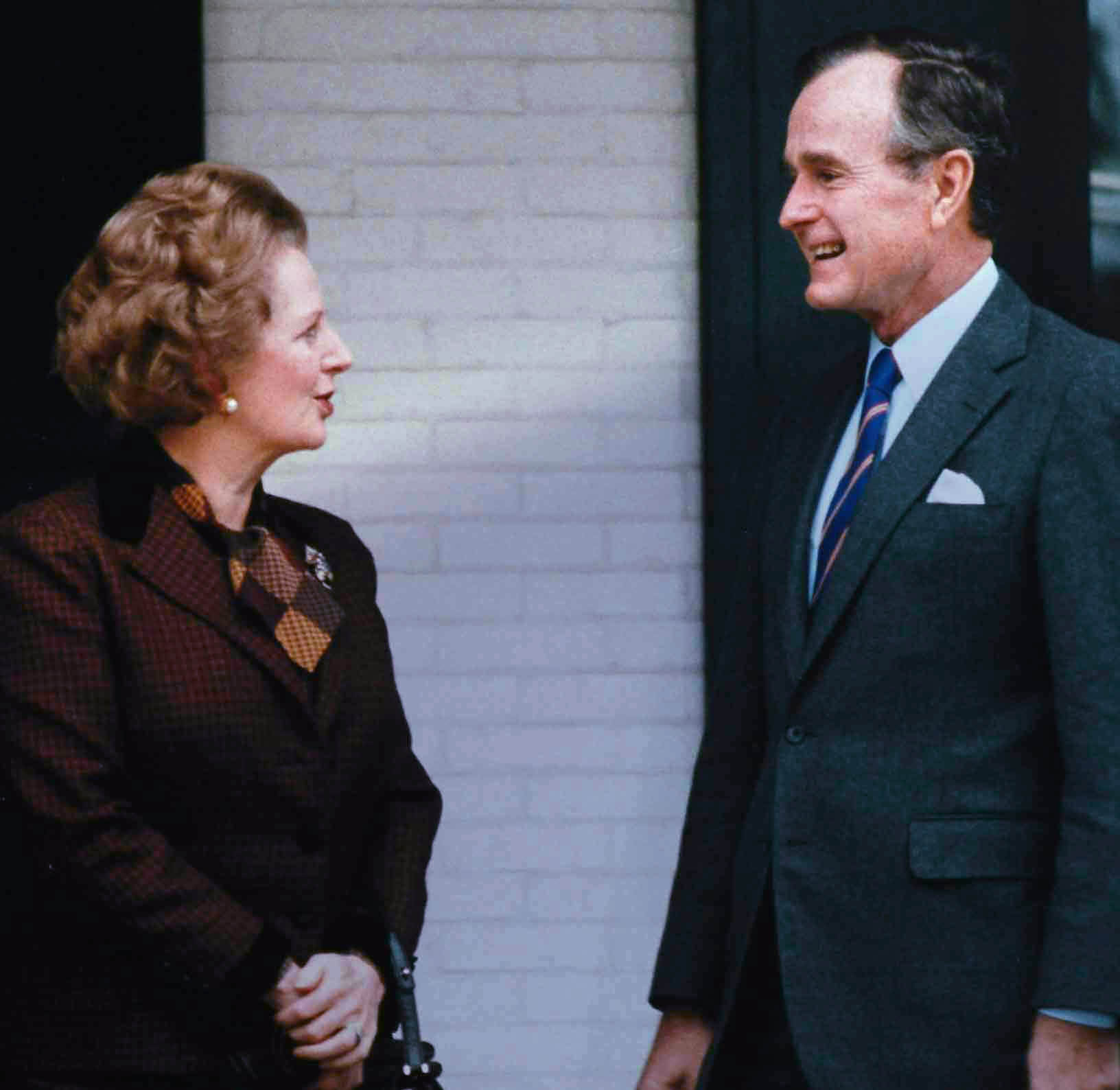
Margaret Thatcher és George H. W. Bush alelnökként, 1987. június 17-én

Thatcher Lincolnshire megye bárónőjeként a későbbiekben is tagja volt a Lordok Házának, aktívan részt vett az üléseken. 2002 tavaszán új könyvével tervezett előadó körutat az Amerikai Egyesült Államokba, de miután többször is agyvérzést szenvedett, orvosai 2002-ben azt tanácsolták neki, hogy mellőzze a nyilvános szereplést. A 85. születésnapjára még nagyon készült, de influenza miatt le kellett mondania a miniszterelnöki rezidencián, 2011-ben rendezett fogadást.
Időnként azonban kimozdult otthonról, a parkokban is szívesen üldögélt és régi barátaival is sokat találkozott. Ahhoz ugyanakkor 2012-ben már nem érezte elég jól magát, hogy részt vegyen a II. Erzsébet brit királynő tiszteletére rendezett parlamenti ünnepségen.
Férje – Denis Thatcher (1915. május 10. – 2003. június 26.) – 2003 júniusában bekövetkezett halála után egyedül élt a saját háromszintes házában (73 Chester Square London SW1W 9DU), a londoni Belgravia kerületben. Háztartási alkalmazott felügyelete alatt állt, miután több szélütés érte és Alzheimer-kór okozta demencia miatt szellemi képességei leépültek. 87 éves korában a Ritz szállóban érte a halál.

## Könyvek, filmek
1993-ban jelent meg The Downing Street Years című könyve, 1995-ben pedig a The Path to Power című könyve.
Autorizált életrajzának megírását Charles Moore újságíróra bízta. Thatcher nem akarta látni a szöveget, viszont meghagyta Moore-nak, hogy csak halála után teheti közzé a művet. Az első kötet 2013-ban jelent meg, röviddel Thatcher elhunyta után (Margaret Thatcher – Volume One: Not For Turning); a második kötet, mely a Vasladyt hatalma csúcsán mutatja be (Margaret Thatcher – Volume Two: Everything She Wants), 2015-ben. A befejező kötet, amely kormányzásának befejezését és élete utolsó éveit tárgyalja, Margaret Thatcher - Volume Three: Herself Alone címen jelent meg 2019-ben.
Életét bemutató filmek közül a 2008-ban forgatott The Long Walk to Finchley a politikus ifjú éveiről és az 1959-es parlamenti képviselői hely elnyeréséről mesél. A 2009-ben bemutatott Margaret című film a vesztes 1990-es választásokra koncentrál. 2011-ben Meryl Streep címszereplésével mutatták be A Vaslady című filmet, amelyért a színésznő elnyerte az Oscar-díj mellé a brit BAFTA-díjat és megkapta az Aranyglóbuszt is.
A 2016-tól forgatott The Crown (A Korona) című TV-sorozat 4. évadában (2020) figyelemmel kísérhetjük II. Erzsébettel való kapcsolatát és részleteket tudhatunk meg magánéletéről is.

## Magyarul megjelent művei
- Életem; ford. Magyarics Péter; Antall József Tudásközpont, Bp., 2014